# Psychoda esakii
Psychoda esakii är en tvåvingeart som beskrevs av Tokunaga 1958. Psychoda esakii ingår i släktet Psychoda och familjen fjärilsmyggor. Inga underarter finns listade i Catalogue of Life.